# Dorette Elangue Etémé
Dorette Elangue Etémé, née le 27 octobre 1976 à Yaoundé, est une ancienne footballeuse internationale camerounaise, reconvertie entraîneuse. Joueuse, elle a évolué au poste de défenseuse au Celtic de Beaumont/Marseille, au Paris Saint-Germain puis à l'AS Montigny-le-Bretonneux.

## Biographie
Dorette Elangue Etémé commence le football avec ses frères. Un jour, son grand frère lui indique l'existence d'une équipe féminine et elle intègre alors un club. Ell est recrutée quelques mois plus tard par le Canon de Yaoundé et trouve trois autres jeunes : Antoinette Anounga, Bernadette Anong et Mireille Ambada Mballa, qui ne se quittèrent plus, de l'école jusqu'à l'équipe nationale.

### Carrière en club
En 1999, arrive au Celtic de Marseille National 1A,
En 2001, elle intègre le Paris Saint-Germain qui retrouve la National 1A, l'élite du football féminin français. L'objectif est alors le maintien.
En 2006-2008 Montigny le Bretonneux
En 2011- 2013 Rueil-Malmaison
Elle finit sa carrière à l'AS Poissy.

### Carrière en sélection
Dorette Elangue Etémé a été plusieurs fois sélectionnée dans l'équipe nationale du Cameroun, dès sa jeunesse.

### Carrière d'entraineur
Après avoir terminée sa carrière de joueuse à l'AS Poissy, Dorette Elangué Etémé intègre l'encadrement du club francilien. Elle est d'abord entraîneuse de l'équipe B en 2017-2018 avant d'hériter du groupe principal pour 2018-2019. Dans le même temps, elle est également membre de la commission technique du district des Yvelines.
Après Carrière
Depuis 2014, Membre de la commission technique du district des Yvelines de football; Référente technique des sélections U12F à U15F du district des Yvelines.
Élue au comité de Direction du District des Yvelines; Secrétaire générale Adjointe du District des Yvelines de football

## Statistiques
| Saison                | Club                  | Championnat           | Championnat | Championnat | Coupe(s) nationale(s) | Coupe(s) nationale(s) | Total | Total |
| Saison                | Club                  | Division              | M.          | B.          | M.                    | B.                    | M.    | B.    |
| 2001-2002             | Paris Saint-Germain   | Division 1            |             |             |                       |                       | 0     | 0     |
| 2002-2003             | Paris Saint-Germain   | Division 1            |             |             |                       |                       | 0     | 0     |
| 2003-2004             | Paris Saint-Germain   | Division 1            | 20          | 0           |                       |                       | 20    | 0     |
| 2004-2005             | Paris Saint-Germain   | Division 1            | 8           | 1           |                       |                       | 8     | 1     |
| Total sur la carrière | Total sur la carrière | Total sur la carrière | 28          | 1           |                       |                       | 28    | 1     |